# Ванла
Ванла — буддийский монастырь, стоящий на скале над деревней Ванла в Ладакхе. Гомпа небольшая, но хорошо сохранился храм Авалокитешвары и это один из старейших монастырей Дрикунг Кагью в Ладакхе. Ванла подчиняется монастырю Ламаюру, настоятель которого отправляет одного монаха в Ванла для ежедневных ритуалов и ухода за храмом. Главное изображение: 11-головый Авалокитешвара
Рядом с монастырём обнаружены остатки старинной крепости, постройку которой приписывают Лхачен Нгаглугу (lha chen ngag lug) — ладакхскому царю 12 века. В 14 веке к замку пристроили монастырь. Это придаёт монастырю некоторый научный интерес, поскольку в противном случае был бы совершенно неясным период истории Ладакха, между основанием группы Алчи, последней из которых должны быть связан с началом 13-го века, и созданием царства Ладакх в начале 15 века.
В настоящее время проведена реставрация храма с помощи «Ассоциации Ачи»